# Sem Esselink
Sem Esselink (Países Bajos, 18 de febrero de 2006) es un futbolista neerlandés que juega como centrocampista en el Jong Sparta de la Tweede Divisie.

## Estadísticas

### Clubes
Actualizado al último partido disputado el 24 de mayo de 2023.
| Club                       | Div.          | Temporada     | Liga  | Liga  | Copas nacionales | Copas nacionales | Copas internacionales | Copas internacionales | Total | Total |
| Club                       | Div.          | Temporada     | Part. | Goles | Part.            | Goles            | Part.                 | Goles                 | Part. | Goles |
| -------------------------- | ------------- | ------------- | ----- | ----- | ---------------- | ---------------- | --------------------- | --------------------- | ----- | ----- |
| Jong Sparta · Países Bajos | 3.ª           | 2023-24       | 0     | 0     | 0                | 0                | —                     | —                     | 0     | 0     |
| Jong Sparta · Países Bajos | Total club    | Total club    | 0     | 0     | 0                | 0                | 0                     | 0                     | 0     | 0     |
| Total carrera              | Total carrera | Total carrera | 0     | 0     | 0                | 0                | 0                     | 0                     | 0     | 0     |